# Королева кондитерської
«Королева кондитерської» (порт. A Dona do Pedaço) — бразильський телесеріал 2019 року у жанрі мелодрами, який створила компанія TV Globo. В головних ролях — Жуліана Паес, Маркос Палмейра, Агата Морейра, Рейналду Джанеккіні, Паола Олівейра, Сержіу Гізе, Наталія Ділл.
Перша серія вийшла в ефір 20 травня 2019 року.
Серіал має 1 сезон. Завершився 161-м епізодом, який вийшов у ефір 22 листопада 2019 року.
Режисер серіалу — Лучано Сабіно, Амора Маутнер.
Сценарист серіалу — Валсир Карраско, Марсіо Гайдук, Нельсон Надотті, Вініцій Віанна.

## Сюжет
Марія — дівчина з непростою долею. Вона закохана в Амадеу. Незабаром пара має зіграти весілля, але існує проблема, яка перешкоджає шлюбу. Батьки по обидва боки вороже налаштовані один до одного. На весіллі відбувається трагедія — Амадеу отримує вогнепальне поранення та гине. Наречена у нестямі від горя. До того ж вона чекає на дитину і залишає рідні місця.
У чужому місті Марія відчуває тугу та самотність. Їй потрібно знайти роботу та житло, щоб виховувати малюка. Вона добре пече пироги і торти, і знайшовши невелику квартиру, береться за справу. Серед клієнтів вона зустрічає чоловіка, в якого закохується.

## Актори та ролі

### Головний акторський склад
| Актор               | Роль                                               |
| ------------------- | -------------------------------------------------- |
| Жуліана Паес        | Марія да Пас Собрал Рамірес                        |
| Маркос Палмейра     | Амадеу да Пенья Матеус                             |
| Агата Морейра       | Жозіан Собрал Рамірес Матеус / Летісія Магальянс   |
| Рейналду Джанеккіні | Регіс Мантовані                                    |
| Паола Олівейра      | Вірджинія Собрал Рамірес /Вірджинія Андраде Гуедес |
| Сержіу Гізе         | Рікардо Мартінс Рамірес                            |
| Наталія Ділл        | Фабіана Собрал Рамірес / Фабіана до Росаріо        |
| Лі Тейлор           | Каміло Д'авіла Муніс                               |
| Кайо Кастро         | Рок Соуза Макондо                                  |
| Малвіно Сальвадор   | Аньо Агіар                                         |
| Сьюлі Франко        | Марлен да Консейсао Валадарес                      |
| Ері Фонтора         | Антеро Валадарес / Анжела                          |
| Нівея Марія         | Евеліна Собрал Рамірес                             |
| Райнер Кадете       | Теодоро Пачеко                                     |
| Моніка Іоцці        | Кім Вентура / Клеоніс да Сілва                     |
| Андерсон ді Ріцці   | Марсіо Соррентіно                                  |
| Дебора Евелін       | Ліріс Мантовані Агіар                              |
| Наталія Тімберг     | Гледіс Мантовані                                   |
| Жозе Де Абреу       | Отавіо Гуедес                                      |
| Наталія до Вале     | Беатріс Андраде Гедес                              |
| Розамарія Муртінью  | Лінда Андраде                                      |
| Марко Наніні        | Еусебіо Макондо, Еустакіо Макондо Жуніо            |
| Розі Кампос         | Доротея де Соуза Макондо                           |
| Бетті Фаріа         | Корнелія Макондо Феррейра                          |
| Тоніко Перейра      | Жоао Франсіско Феррейра                            |
| Ана Лусія Торре     | Берта Тейшейра Муніс                               |
| Бруна Хаму          | Жоана Фернандес                                    |
| Гламур Гарсія       | Брітні Соуза Макондо                               |
| Педро Карвальо      | Абель да Гама Ферронья                             |
| Гільєрмі Лейкам     | Леандро Мартінс Рамірес                            |
| Монік Алфрадіке     | Детектив Йохана Резенде                            |
| Бруно Бівен         | Хосе Хеліо де Соуза Макондо                        |
| Керол Гарсія        | Сабріна де Соуза                                   |
| Рафаель Кейрош      | Раель Матеус                                       |
| Елоіза Жорже        | Гільда Кунья Матеус                                |
| Люсі Рамос          | Сільвія Кунья                                      |
| Мел Майя            | Кассія Мантовані Агіар                             |
| Каду Лібонаті       | Рауль Пачеко                                       |
| Розане Гофман       | Елен да Роша                                       |
| Освальдо Міль       | Козімо душ Сантуш                                  |
| Феліпе Тітто        | Абдіас                                             |
| Дуда Негл           | Пауло Роберто Відігал                              |
| Бетто Марке         | Тонхо                                              |
| Саміра Лохтер       | Суелі                                              |
| Лучана Фернандес    | Дженніфер                                          |
| Тьяго Томе          | Тренер Адріано                                     |

### Актори другого плану
| Актор                   | Роль                        |
| ----------------------- | --------------------------- |
| Фернанда Монтенегру     | Дульсе Рамірес              |
| Лаура Кардозу           | Матильда Фернандес          |
| Берта Лоран             | Дінора Макондо              |
| Гретчен                 | Джінальда                   |
| Оскар Магріні           | Онорато                     |
| Матеус Солано           | Жозіель Дурадо              |
| Бруно Жіссоні           | Вільям / Бернардо           |
| Елізанджела             | Кармелінда Барбоза          |
| Іван Мендеш             | Алекс                       |
| Ана Фуртаду             | Геруса де Джесус            |
| Женезіо Де Баррос       | Адемір Рамірес              |
| Луїс Карлос Васконселос | Міроель Матеус              |
| Жуссара Фрейре          | Нільда Матеус               |
| Мейв Джинкингс          | Зенаїда Собрал Рамірес      |
| Сезар Ферраріо          | Адам Мартінс Рамірес        |
| Аламо Фак               | Вісенте да Пенья Матеус     |
| Ауреа Мараньян          | Тічіана да Пенья Матеус     |
| Синтія Сенек            | Еділен Терезінья душ Сантуш |

## Сезони
| Сезон | Епізоди | Епізоди | Оригінальний показ | Оригінальний показ | Оригінальний показ |
| Сезон | Епізоди | Епізоди | Перший показ       | Останній показ     | Мережа             |
| ----- | ------- | ------- | ------------------ | ------------------ | ------------------ |
| 1     | 161     | 161     | 20 травня 2019     | 22 листопада 2019  | TV Globo           |

## Аудиторія
| Сезон | Розклад     | Епізоди | Перший ефір         | Перший ефір    | Останній ефір          | Останній ефір  | Середня кількість глядачів (бали) |
| Сезон | Розклад     | Епізоди | Дата                | Глядачі (бали) | Дата                   | Глядачі (бали) | Середня кількість глядачів (бали) |
| ----- | ----------- | ------- | ------------------- | -------------- | ---------------------- | -------------- | --------------------------------- |
| 1     | Пн–Сб 21:15 | 161     | 20 травня 2019 року | 32,5           | 22 листопада 2019 року | 44,3           | 35,9                              |

## Рейтинги серій

### Сезон 1 (2019)
| Тиждень                  | Дата                     | Дата                     | День тижня               | День тижня               | День тижня               | День тижня               | День тижня               | День тижня               | Середній рейтинг за тиждень (бали) |
| Тиждень                  | початку тижня            | закінчення тижня         | понеділок                | вівторок                 | середа                   | четвер                   | п'ятниця                 | субота                   | Середній рейтинг за тиждень (бали) |
| 01                       | 20/05                    | 25/05/2019               | 33                       | 32                       | 30                       | 31                       | 32                       | 31                       | 31.5                               |
| 02                       | 27/05                    | 01/06/2019               | 36                       | 34                       | 31                       | 34                       | 31                       | 31                       | 32.8                               |
| 03                       | 03/06                    | 08/06/2019               | 37                       | 35                       | 34                       | 33                       | 31                       | 28                       | 33.0                               |
| 04                       | 10/06                    | 15/06/2019               | 35                       | 32                       | 30                       | 32                       | 30                       | 30                       | 31.5                               |
| 05                       | 17/06                    | 22/06/2019               | 33                       | 32                       | 30                       | 31                       | 31                       | 28                       | 30.8                               |
| 06                       | 24/06                    | 29/06/2019               | 33                       | 33                       | 33                       | 33                       | 31                       | 28                       | 31.8                               |
| 07                       | 01/07                    | 06/07/2019               | 34                       | 32                       | 34                       | 35                       | 33                       | 30                       | 33.0                               |
| 08                       | 08/07                    | 13/07/2019               | 35                       | 34                       | 34                       | 35                       | 34                       | 30                       | 33.7                               |
| 09                       | 15/07                    | 20/07/2019               | 36                       | 37                       | 32                       | 35                       | 33                       | 32                       | 34.2                               |
| 10                       | 22/07                    | 27/07/2019               | 36                       | 35                       | 34                       | 35                       | 34                       | 31                       | 34.2                               |
| 11                       | 29/07                    | 03/08/2019               | 37                       | 35                       | 32                       | 35                       | 34                       | 34                       | 34.5                               |
| 12                       | 05/08                    | 10/08/2019               | 41                       | 39                       | 33                       | 38                       | 35                       | 33                       | 36.5                               |
| 13                       | 12/08                    | 17/08/2019               | 37                       | 39                       | 37                       | 39                       | 37                       | 34                       | 37.2                               |
| 14                       | 19/08                    | 24/08/2019               | 44                       | 41                       | 37                       | 39                       | 38                       | 35                       | 39.0                               |
| 15                       | 26/08                    | 31/08/2019               | 41                       | 40                       | 37                       | 39                       | 37                       | 36                       | 38.3                               |
| 16                       | 02/09                    | 07/09/2019               | 41                       | 40                       | 36                       | 40                       | 34                       | 30                       | 36.8                               |
| 17                       | 09/09                    | 14/09/2019               | 40                       | 39                       | 33                       | 39                       | 38                       | 34                       | 37.2                               |
| 18                       | 16/09                    | 21/09/2019               | 38                       | 39                       | 35                       | 39                       | 36                       | 34                       | 36.8                               |
| 19                       | 23/09                    | 28/09/2019               | 41                       | 42                       | 38                       | 39                       | 37                       | 34                       | 38.5                               |
| 20                       | 30/09                    | 05/10/2019               | 41                       | 39                       | 35                       | 39                       | 37                       | 34                       | 37.5                               |
| 21                       | 07/10                    | 12/10/2019               | 41                       | 40                       | 36                       | 40                       | 35                       | 30                       | 37.0                               |
| 22                       | 14/10                    | 19/10/2019               | 40                       | 39                       | 37                       | 40                       | 37                       | 34                       | 37.8                               |
| 23                       | 21/10                    | 26/10/2019               | 40                       | 40                       | 38                       | 40                       | 39                       | 33                       | 38.3                               |
| 24                       | 28/10                    | 02/11/2019               | 43                       | 43                       | 38                       | 41                       | 40                       | 36                       | 40.2                               |
| 25                       | 04/11                    | 09/11/2019               | 43                       | 41                       | 39                       | 41                       | 38                       | 34                       | 39.3                               |
| 26                       | 11/11                    | 16/11/2019               | 41                       | 42                       | 43                       | 37                       | 37                       | 34                       | 39.0                               |
| 27                       | 18/11                    | 23/11/2019               | 42                       | 42                       | 42                       | 45                       | 44                       | 29                       | 40.7                               |
| Середній рейтинг серіалу | Середній рейтинг серіалу | Середній рейтинг серіалу | Середній рейтинг серіалу | Середній рейтинг серіалу | Середній рейтинг серіалу | Середній рейтинг серіалу | Середній рейтинг серіалу | Середній рейтинг серіалу | 35,97                              |

## Нагороди та номінації
| Рік      | Нагорода                  | Категорія                      | Номінанти                   | Результат |
| -------- | ------------------------- | ------------------------------ | --------------------------- | --------- |
| 2019 рік | Melhores do Ano           | Найкраща акторка               | Жуліана Паес                | Перемога  |
| 2019 рік | Melhores do Ano           | Найкращий актор                | Рейналду Джанеккіні         | Номінація |
| 2019 рік | Melhores do Ano           | Найкраща акторка другого плану | Агата Морейра               | Номінація |
| 2019 рік | Melhores do Ano           | Найкраща акторка другого плану | Паола Олівейра              | Номінація |
| 2019 рік | Melhores do Ano           | Найкращий актор другого плану  | Малвіно Сальвадор           | Номінація |
| 2019 рік | Melhores do Ano           | Найкращий актор другого плану  | Сержіу Гізе                 | Перемога  |
| 2019 рік | Melhores do Ano           | Найкраща молода акторка        | Керол Гарсія                | Номінація |
| 2019 рік | Melhores do Ano           | Найкраща молода акторка        | Гламур Гарсія               | Перемога  |
| 2019 рік | Melhores do Ano           | Найкращий молодий актор        | Рафаель Кейрош              | Номінація |
| 2019 рік | Melhores do Ano NaTelinha | Найкраща теленовела            | Королева кондитерської      | Номінація |
| 2019 рік | Melhores do Ano NaTelinha | Найкраща акторка               | Агата Морейра               | Номінація |
| 2019 рік | Melhores do Ano NaTelinha | Найкраща акторка другого плану | Фернанда Монтенегру         | Перемога  |
| 2019 рік | Prêmio F5                 | Найкраща теленовела            | Королева кондитерської      | Перемога  |
| 2019 рік | Prêmio F5                 | Найкраща акторка               | Жуліана Паес                | Перемога  |
| 2019 рік | Prêmio F5                 | Найкраща акторка               | Паола Олівейра              | 2 місце   |
| 2019 рік | Prêmio F5                 | Найкраща молода акторка        | Гламур Гарсія               | Перемога  |
| 2019 рік | Prêmio Contigo! Online    | Найкраща теленовела            | Королева кондитерської      | Перемога  |
| 2019 рік | Prêmio Contigo! Online    | Найкраща акторка               | Жуліана Паес                | Номінація |
| 2019 рік | Prêmio Contigo! Online    | Найкращий актор другого плану  | Лі Тейлор                   | Номінація |
| 2019 рік | Prêmio Contigo! Online    | Найкращий актор другого плану  | Сержіу Гізе                 | Номінація |
| 2019 рік | Prêmio Contigo! Online    | Найкраща акторка другого плану | Агата Морейра               | Номінація |
| 2019 рік | Prêmio Contigo! Online    | Найкраща акторка другого плану | Паола Олівейра              | Перемога  |
| 2019 рік | Prêmio Contigo! Online    | Телевізійне відкриття          | Керол Гарсія                | Номінація |
| 2019 рік | Prêmio Contigo! Online    | Телевізійне відкриття          | Гламур Гарсія               | Номінація |
| 2019 рік | Prêmio Contigo! Online    | Найкраща романтична пара       | Паола Олівейра, Сержіу Гізе | Номінація |